# Johannès Erhard Valentin-Smith
Johannès Erhard Valentin-Smith, né le 16 septembre 1796 à Trévoux dans l’Ain et mort à Lyon le 8 mai 1891, est un magistrat français et membre de l'Académie des sciences, belles-lettres et arts de Lyon.

## Biographie
Johannès Erhard Valentin-Smith nait le 16 septembre 1796 à Trévoux dans l’Ain. En 1820, à 24 ans, il est avocat au barreau de Saint-Étienne. En 1830 il est nommé procureur du roi au tribunal de Saint-Étienne. Il est nommé conseiller à la cour d'appel de Riom en 1837.
Il est maire de Trévoux, nommé par arrêté du gouvernement en juin 1863. En 1874 il est remplacé par son fils, à la suite de sa démission. En 1869 il est élu conseiller général du canton de Villars. Johannès Erhard Valentin-Smith est nommé maire de La Chapelle-du-Châtelard dans l'Ain par arrêté en décembre 1875.
Johannès Erhard Valentin-Smith meurt le 8 mai 1891 à Lyon.

### Sociétés savantes
Il est élu membre titulaire de l'Académie des sciences, belles-lettres et arts de Lyon en 1852 à la classe des lettres. En 1872 Valentin-Smith est l'un des membres fondateurs de la Société littéraire historique et archéologique du département de l'Ain. Il est membre fondateur de la Société de géographie de Lyon en 1873. Il est également membre de la société d’anthropologie de Lyon en 1890.

## Publications
- Rapport sur le chemin de fer de Saint-Étienne à Lyon, 1835.
- De la construction des chemins de fer par l’État, Clermont-Ferrand : Pérol, 1838.
- Observations présentées au nom du Conseil municipal de Clermont-Ferrand en faveur du chemin de fer, Clermont-Ferrand : Pérol, 1842.
- Prestation de serment : Par le tribunal civil de Gex (Ain) en exécution de la Constitution du 14 janvier 1852 : discours, Lyon : Mougin-Russand, 1852.